# Klecsovce
Klecsovce (macedónul: Клечовце) település Észak-Macedóniában, a Északkeleti körzetben, Kumanovo községben.

## Népesség
| Lakosok száma | 1207 | 1328 | 1382 | 1165 | 935  | 694  | 615  | 573  | 472  |
|               | 1948 | 1953 | 1961 | 1971 | 1981 | 1991 | 1994 | 2002 | 2021 |

- 2002-ben 573 lakosa volt, akik közül 555 macedón, 17 szerb és 1 egyéb.